# 艾爾 (麻薩諸塞州)
艾爾（英語：Ayer）是一個位於美國麻薩諸塞州米德爾塞克斯縣的鎮。

## 人口
根據2020年美國人口普查的數據，艾爾的面積為24.80平方千米，當中陸地面積為23.40平方千米，而水域面積為1.40平方千米。當地共有人口8479人，而人口密度為每平方千米342人。